# علم النفس النسوي
علم النفس النسوي

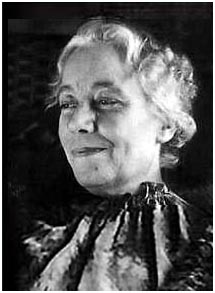

علم النفس النسوي هو نوع من علم النفس الذي تتمحور فكرته الأساسية حول دراسة التكوينات الاجتماعية والجنس البشري. وينتقد علم النفس النسوي تلك الأبحاث النفسية التي تمت عبر الأزمنة التاريخية القديمة لكونها مثالًا معبرًا عن المنظور الذكوري الذي يفيد بأن الذكور هم معيار التقييم في المجتمع. ويقوم علم النفس النسوي على القيم والمبادئ الخاصة بالتساوي بين الجنسين (نظرية تساوي الجنسين سياسيًا واقتصاديًا واجتماعيًا). حيث تحتوي على نظرية التساوي بين الجنسين تعمل على الدمج بين الجنس البشري وبين المشكلات التي تؤثر على المرأة نتيجة ذلك.إن القضايا المتعلقة بالجنس البشري تتضمن الطريقة التي يفهم بها البعض التعريف العام لنوعهم (ذكر، أنثي، متحول جنسيًا). بالإضافة إلي كيفية تأثرهم بالتكوينات الاجتماعية ذات صلة بالجنس البشري (التسلسل الهرمي الجنساني أو الهياكل الهرمية للجنسين) والدور الذي يلعبه الجنس في حياة الفرد (مثل الأدوار النوعية النمطية) وأيضًا أي نوع من المسائل والقضايا المتعلقة بالجنس البشري. إن الهدف وراء دراسة هذا المجال هو فهم طبيعة الفرد في النواحي الاجتماعية والسياسية الكبري للمجتمع. إن علم النفس النسوي يعير اهتمامًا كبيرًا لكل ما يتعلق بحقوق المرأة.

## التاريخ

### التحليل النفسي النسوي
تم صياغة مصطلح علم النفس النسوي بواسطة كارين هورني  العالمة النفسية المنتمية للفكر الفرويدي الجديد. حيث أسست هورني نوع من العلم وهو علم النفس الذي يركز علي النوع وكيفية تأثير النوع علي الفرد. وتناولت هورني في كتابها، علم النفس النسوي-وهو عبارة عن مجموعة من المقالات كتبتها هورني في ذلك الموضوع من عام 1922 إلي عام 1937-حيث إنها تحدثت عن تلك المعتقدات الراسخة التي تناولتها الأفراد والمجتمعات سابقًا حول النساء والعلاقات الخاصة بهم وتأثير المجتمع علي سيكولوجية المرأة. وقامت هورني بتطوير هذا النموذج من علم النفس خاصة وذلك للرد علي نظرية سيجموند فرويد «حسد القضيب» 

### الوظائفية والداروينية وسيكولوجية المرأة
أعطت بدايات الأبحاث الخاصة بعلم النفس مساحة ضئيلة للغاية بما يتعلق بعلم النفس النسوي. بمجرد أن قامت الوظائفية في الولايات المتحدة الأمريكية، تم تطوير الدراسات النفسية الأكاديمية التي تتناول الاختلافات في الجنس وسيكولوجية النمطبدائية.

## المنظمات الداعمة لعلم النفس النسوي

### جمعية المرأة في علم النفس
تم إنشاء جمعية المرأة في علم النفس (Association for Women in Psychology (AWP عام 1969 وكان ذلك رد فعل علي التضاؤل الجلي لدور المرأة في الجمعية النفسية الأمريكية British Psychological Society (BPA), Psychology of Women Section ضمن حركة تحرير المرأة. وكان الهدف من إنشاء الجمعية هو الدفاع عن القضايا المتعلقة بالمرأة وزيادة الوعي نحوها وذلك في مجال علم النفس. وعملت الجمعية علي تكثيف جهودها لتقديم المرأة في الجمعية النفسية الأمريكية وإنها نجحت أخيرًا في القيام بهذا الأمر عام 1973 وكان ذلك من خلال تأسيس تقسيم 35 في الجمعية النقسية الأمريكية "جمعية علم النفس للمرأة.

### جمعية علم النفس للمرأة
تأسس تقسيم 35 في الجمعية النفسية الأمريكية والذي يسمي أيضًا «علم النفس للمرأة» عام1973. وإنه تم تأسيسها لإتاحة الفرصة لكل من لديه اهتمامات تتعلق بمجال دراسة سيكولوجية المرأة بتوفير المعلومات والمصادر في هذا المجال. في الوقت ذاته، يقوم التقسيم بدمج القضايا المتعلقة بالمرأة في تعليم وتدريب علم النفس. يقوم تقسيم 35 علي تشغيل عدد من اللجان والمشروعات والبرامج.

### القسم المعني بالمرأة وعلم النفس
إن الجمعية النفسية الكندية لديها قطاع خاص بدراسة الموضوعات ذات صلة بالمرأة وعلم النفس أو ما يسمي أيضًا «القسم المعني بالمرأة وعلم النفس» ويحمل هذا القطاع علي عاتقه مهمة تحقيق مفهوم«تحسين وضع المرأة في علم النفس وتحقيق المساواة للمرأة علي وجه العموم وإرشاد علماء النفس والناس علي الموضوعات ذات الصلة بالنساء والفتيات وتعليمهم إياها». ويدعم القسم المعني بالمرأة وعلم النفس مشروعات مثل مشروع "أصوات علم النفس النسوي Psychology's Feminist Voices " 

### القسم المعني بدراسة سيكولوجية المرأة
تأسس القسم المعني بسيكولوجية المرأة  وهو أحد أقسام الجمعية النفسية البريطانية عام 1988 وذلك لجذب كل فرد نحو الاهتمام بدراسة سيكولوجية المرأة ولتوفير نموذج يعمل علي دعم عملية البحث والتعليم والتدريب المحترف وأيضًا لزيادة الوعي لدي الأفراد نحو ما يتعلق بقضايا الجنس وعدم تحقيق المساواة في علم النفس من حيث الامتهان والتدريب. إن القسم المعني بدراسة سيكولوجية المرأة مفتوح لكل أعضاء الجمعية النفسية البريطانية.

## الأبحاث الجارية

### العاطفة
إن الموضوع الرئيسي الذي تتمحور حوله الدراسة في علم النفس النسوي هو الاختلاف بين الجنسين في العاطفة. علي وجه العموم، إن علماء النفس المنادين بتحقيق المساواة بين الجنسين يروا أن العاطفة يتم التحكم فيها تقافيًا وأشاروا أن الاختلافات تكمن في مفهوم العاطفة أكثر من التجربة الفعلية. فإن الطريقة التي يُظهر بها المرء عاطفته تتحدد عن طريق الأدوار التي يقوم بها في المجتمع والتي ترشده إلي الوسائل الملائمة للتعبير عن مشاعر معينة وأشخاص محددين. إن القالب النمطي للعاطفة يظهر المرأة علي أنها أكثر الأنواع والأجناس عاطفة. علي الرغم من ذلك، أشار علماء النفس المنادين بتحقيق المساواة بين الجنسين إلي أن المرأة وُضعت في إطار كونها مجموعة من العواطف السلبية مثل الحزن والسعادة والخوف والدهشة. وعلي النقيض، فإن الرجل يقوم بالتعبير وووووعن ما به من عواطف ومشاعر نابعة من فطرته الطبيعية مثل الغضب. ويعتقد علماء النفس المنادين بتحقيق المساواة بين الجنسين أن كلًا من الرجل والمرأة يتفاعلوا في مجتمعاتهم طوال حياتهم لكي يظهروا ويعبروا عن عواطفهم بطرق مختلفة. ومنذ الطفولة تسعي الأمهات إلي استخدام تعابير الوجه ذات التأثير عند الحديث مع أطفالهن من الفتيات وعندما تكبر الفتيات في العمر تستخدم الأمهات عند الحديث معهن كلمات مليئة بالعواطف والشجن. يتم تحديد مدي تفاعل كل من الصبيان والفتيات في مجتمعهم طبقًا لعقد مقارنة بين طريقة تفاعل كل منهم. إن الفتيات لديهن أمرًا يكافأهم البعض عليه وهو كونهم ذوات حساسية وعاطفة. وعلي الجانب الآخر، إن الصبيان أيضًا لديهم ما يجعل البعض يكافأهم عليه وهو كونهم يتمتعون بالقوة والسيطرة لديهم قدر قليل من التعبير عن عواطفهم. ولقد اكتشف علماء النفس أن النساء عمومًا لديهم المهارة الكافية لإعادة صياغة تلك العواطف باستخدام الإشارات غير اللفظية. تتضمن هذه الإشارات تعبيرات الوجه ونغمة الصوت والجلسة أو الوقفة. ولقد أظهرت الدراسات أن الاختلافات في الجنس عند صياغة القدرة علي القيام بذلك تحدد مبكرًا وذلك عن بلوغ سن ثلاث سنوات ونصف.

### القيادة
تشغل المرأة نصف القوي العاملة في الولايات المتحدة الأمريكية. وعلي الرغم من ذلك هناك نسبة قليلة من النساء اللاتي يشغلن المناصب الكبري في المؤسسات. إن النساء يشغلن نسبة 16% بالمئة أي ما يبلغ حوالي 500 منهن من يعملن كموظفات في الشركات و12% بالمئة ممن يعملن منهن في مجالس الإدارة و16% بالمئة منهن يتولن مناصب مثل كونهن حكام للولايات و14% بالمئة منهن ممن يتولن أيضًا المناصب مثل كونهن عمداء في الولايات المتحدة و2% بالمئة منهن يعملن كضابطات ذات رتبة عالية في الجيش و24% بالمئة منهن يعملن كأساتذة في الجامعات والكليات. إن النساء الملّونات يشغلون نسبة أقل من النساء القوقازيات الأمريكيات. وتحتل النساء الملونات نسبة أقل من النسبة القليلة المعترف بها في القوي العاملة. واحتلت الولايات المتحدة المركز 59 من ضمن 184 دولة في مشاركة النساء في المناصب الحكومية الأقل رتبة. وتريد النساء استخدام تجربة «السقف الزجاجي» أي ما يعرف بوضع حد أدني للأجور عند تولي المناصب التي تسمح لهم بالقيادة. ويشير «السقف الزجاجي» إلي حواجز غير مرئية أو قوية تمنع النساء من بلوغ منصب معين في مكان العمل. بالإضافة إلي ذلك، تريد النساء تجربة ما يسمي«الطرق المتوحلة» ويحدث ذلك عندما لا تجد النساء الطريق الذي يسمح لها بتولي المناصب الكبري. فإذا كانت المرأة لديها أطفال فإنها تعاني من شيء يعوق طريقها وهو حاجز الأمومة. ويقصد بحاجز الأمومة أن النساء في العمل يوكل إليهم بعض الأعمال التي لا يرغبوا في القيام بها وأيضًا يكون لديهم فرص أقل للتقدم والترقية وذلك عندما يكون لديهن أطفال. وعندما تبدأ النساء العمل في شركة تكون فرصة الحصول علي ترقية محدودة وذلك ليس عن طريق كونهم موظفات ذوات خبرة في مجال العمل وإنهن أيضًا ساهموا في عملية التطور وعملوا علي مساعدة الموظفات الجدد في تنظيم عملهم. وهناك أيضًا عدد قليل من النساء اللاتي يكونوا بمثابة المرشد الذي يساعد الموظفات الجدد وذلك لإنه يوجد عدد قليل من النساء اللاتي يشغلن المناصب الكبري في الشركات مثل الرجال. فإن النساء اللاتي يكون لديهم رجال يشرفون علي ما يفعلونه في عملهم يكون لديهم صعوبة في الحصول علي نصيحة ذات صلة بمجال عملهم. ويرجع ذلك إلي أن الرجال الذين يلعبون كرة السلة والغولف لا يرغبون إدخال النساء في الأمور المتعلقة بعملهم. وهناك عوامل أخرى تحد اعطاء النساء الفرصة للحصول علي القيادة في عملهم منها الاختلافات الثقافية والنظرة النمطية والتهديدات المتصورة. فإذا أظهرت النساء قدرًا من الحساسية وقد يكون ذلك بنسبة قليلة فإنه يتم حصرها في مفهوم إنها تتمتع بعاطفة جياشة. عامة، لا يقبل أصحاب العمل من يتصفوا بالحساسية والرقة وذلك لإنهم سوف لا يكون لديهم القدرة علي اتخاذ القرارات الصعبة والتعامل معها وتولي الأدوار الخاصة بالقيادة. علاوة علي ذلك، إذا حاولت المرأة أن تتصف ببعض الصفات إلي تنتمي إلي العالم الذكوري فإنه يتم وصفها بأنها حقيرة ومسترجلة (متشبه بالرجال) وعدوانية. فإن النساء تقفد ماهيتها وكونها أمرأة عندما تحاول التخلي عن ما هو نسوي (الصفات التي تظهر إنها امرأة).وهناك عامل آخر يؤدي إلي التمييز في المعاملة والضغط وهو الاختلافات الثقافية بين أصحاب العمل والعاملين. على سبيل المثال، إذا كان صاحب العمل أبيض اللون ولديه عامل من هؤلاء القوم ذوي لون بشرة مختلف فإنه يكون هناك نوع من الضغط في التعامل بينها وذلك عندما لا يفهموا بعض أو يكنوا الاحترام لبعضهم البعض. فبدون الثقة والاحترام تكون عملية الترقية والتقدم بعيدة الاحتمال.وبخصوص تلك التهديدات المتصورة التي تتعرض لها النساء في العمل فإنها لا تتعلق بالتحرش الجنسي أو التحرش عامة. فإن التهديد هو حقيقة أن المرأة تستطيع أن تتولي زمام الأمور وقيادتها. فكلما ازداد عدد النساء في تولي الوظائف، ازداد التهديد الذي يشعر به الرجل في الأمور المتعلقة بالحفاظ على الوظيفة. ففي دراسة اجريت علي 126 صاحب عمل وقد طلب منهم أن يقوموا بتقدير عدد النساء اللاتي يتولن الوظائف التي يستطيع الرجال القيام بها وإنهم إذا كانوا يشعرون بإن الرجال غير مؤهلين. فإن هناك الرجال الذين يعتقدون أن هناك عدد كبير من النساء اللاتي يشعرن بالتهديد بشأن الحفاظ علي وظائفهم وتأمينها.(بيتون-1996). وفي عام 1990 اكتشف كل من آليس إيغلي وبلاير جونسون أن الرجال والنساء لديهم بعض الاختلافات الصغيرة المختلفة في أسلوب القيادة. فإن النساء اللاتي يتولن منصب ذات قوة يتم النظر إليهن علي إنهن بيشخصي (ذو علاقة بين الأشخاص) وأكثر ديمقراطية. إلا أن الرجال يتم النظر إليهم على أنهم رجال المهام والأكثر استبدادية. في الواقع، فإن كلا من الرجال والنساء هم متساوون في درجة فعاليتهم في أسلوبهم في القيادة. فإن الدراسة التي تمت بواسطة آليس إيغلي (إيغلي وكراو وماخيجاني) لم يوجد فيها أيه اختلافات كلية في درجة فعالية كلا من الرجل والمرأة في القيادة وذلك في تسهيل تحقيق التكامل الخاص بأهداف الفريق.

### العنف
أوضح المنادون بتحقيق المساواة بين الجنسين أن أشكال العنف ضد المرأة تحدث بشكل متكرر في عدة أشكال مثل العنف المنزلي، التحرش الجنسي، التعدي الجنسي منذ الطفولة، الاعتداء الجنسي والاغتصاب. فإن العنف الذي يمارس تجاه النساء قد يكون جسماني أو نفسي وإنه لا يتحدد عن طريق النوع، الوضع الاقتصادي، العمر، العرق، أو المكان. إن النساء يتم إساءة معاملتهن بواسطة الغرباء ولكن غالبًا من يسيء معاملة النساء هم أشخاص تعرفهم النساء. فإن العنف لديه الآثار قصيرة المدى أو طويلة المدى علي النساء وإنهن يتعاملن مع هذه الإساءة بطرق مختلفة. إن بعض النساء يعبرن عن العواطف مثل الخوف والقلق والغضب. وهناك البعض اللاتي يحاولن الإستنكار من حدوث هذه العواطف واخفائها. غالبًا تحاول النساء معاتبة أنفسهن لما حدث وإنهن يحاولن تبرير أنهن يستحقن ذلك الفعل. ونتيجة ما يحدث للنساء ضحايا العنف تكون الاضطرابات النفسية والاضطرابات النفسية الناجمة عن الإجهاد واللاحق بالإصابة خير صديق. بالإضافة إلي العواقب النفسية فهناك العديد من النساء اللاتي يحاولن عدم دمج الإصابات الجسمانية التي نتجت عن ذلك العنف الذي تعرضن إليه والذي تبرر الحاجة إلي الرعاية الطبية.

### نظرية العلائقية الثقافية
قامت نظرية العلائقية الثقافية علي أعمال جين بيكير ميللر ومنها كتابه «نحو تحقيق سيكولوجية جديدة تتمتع بها المرأة» والذي يعرض أن مفهوم «العلاقات القائمة علي التربية والنمو» هي ضرورة إنسانية محورية وإن قطع وسائل الإتصال في التفاعل في المجتمع يتسبب في حدوث المشكلات النفسية". وتأثرت نظرية العلائقية التقافية بنظرية بيتي فريدان " سحرها الأنثوي«ونظرية أخرى قديمة تسعي إلي تحقيق المساواة بين الجنسين ومناهضة أيضًا للمرأة» وعن طريق ذلك قدمت نظرية العلائقية الثقافية نموذجًا يفيد بأن«الانعزال واحد من التجارب الأكثر ضررًا بالإنسان عند التعرض لها وإن أفضل حل لعلاجه هو إعادة روابط الإتصال مع الآخرين». لذلك فإن الباحثين يجب عليهم أن ينشأوا مناخًا ملائمًا لحالات التقمص العاطفي والقبول بالنسبة للمرضي وحتي لو كان ذلك علي حساب حيادية الباحث. قامت النظرية علي التوضيحات التحليلية الموضوعية وسعت أيضًا لإثبات أن«ليس هناك شيء خطأ بخصوص النساء ولكنه هناك خطأ في الطريقة التي تنظر لها الثقاقة الحديثة إليهم».

## العلاج المرتبط بتحقيق النسوية (نظرية التساوي بين الجنسين سياسيًا واقتصاديًا واجتماعيًا)
إن العلاج المرتبط بتحقيق النسوية لهو نوع من العلاج القائم علي تصوير الأفراد وكيفية تعاملهم في الأمور الاجتماعية الثقافية. فإن الفكرة الرئيسية وراء هذا العلاج هو أن المشكلات النفسية التي تحدث للنساء والأقليات لهي إحدى أعراض المشكلات الكبرى التي يعاني منها التكوين المجتمعي الذي يعيشون فيه. فهناك اتفاق شائع أن النساء كثيرًا ما يتم تشخيصهن وفق الاضطرابات الداخلية التي تحدث لهن مثل الإحباط والقلق وتناول الطعام وذلك يكون علي خلاف ما يحدث مع الرجال. وكان هناك جدل كبير من قبل المعالجون النسويون (المهتمون بتحقيق المساواة بين الجنسين) حول النظريات القديمة ووصفوا تلك النظريات القديمة بإنها نتيجة لحالة الضعف النفسي الذي تعاني منه النساء وأعربوا بأن تلك النظريات القديمة لاقت ضغطًا كبيرًا بسبب الممارسات المتحيزة جنسانيًا في تقافتنا. وهناك اعتقاد خاطئ شائع بأن المعالجين النسويين يهتمون فقط بالقضايا المتعلقة بالصحة العقلية للنساء. وإن ذلك بالتأكيد مكون أساسي من مكونات النظرية النسوية. إن المعالجين النسويين يميلون إلي إلقاء الضوء علي تأثير الأدوار النوعية علي الأفراد بغض النظر عن جنسهم.إن الهدف من العلاج النسوي هو درجة التمكين التي يتمتع بها الفرد. علي وجه العموم، يرفض المعالجون إعطاء تشخيص أو تصنيف محدد وبدلًا من ذلك فإنهم يقوموا بالتركيز علي المشكلات التي تخص أسلوب المعيشة في الثقافة الجنسية. ويحاول بعض الأفراد التدريب علي كسب الثقة بالنفس وأن يكون لديهم الشجاعة علي فهم المشكلات التي يعانوا منها ذلك بنية تغير وتحدي الظروف التي يواجهونها. وأشار المعالجون النسويون أن قلة مصادر القوة لهي مسألة كبرى فيما يتعلق بسيكولوجية المرأة والأقليات. ووفقا لذلك فإن العلاقة بين الأفراد والمعالج لهي علاقة بها مساواة بالقدر الممكن بين كلا الطرفين فيما يتعلق بالتواصل وتبادل الخبرات. إن العلاج النسوي مختلف عن الأنواع الأخرى من العلاجات حيث إنه يبعد عن الفكرة التي تفيد بأن كلا من الرجال والنساء يجب أن يعاملوا بنفس القدر من المساواة في العلاقات العلاجية. إن العلاج النسوي يدمج القيم السياسية في نطاق أوسع أكثر من الأنواع العديدة الأخرى من العلاج. ويشجع العلاج النسوي التغيير الاجتماعي بالإضافة إلي التغيير الشخصي وذلك لتحسين الحالة النفسية لكل من الفرد والمجتمع.

### القضايا المتعلقة بأنواع العلاجات التقليدية

#### التحيز النوعي
هناك العديد من العلاجات التقليدية التي تفترض أن النساء يجب أن يتبعن «دور الجنس» وذلك لكي يكونوا أصحاء عقليًا. فإنهم يعتقدون أن اختلافات النوعية محددة في الطبيعة ولذلك فهي تدفع النساء إلي أن يكونوا مطيعات، معبرات عن مشاعرهم وعطوفات وذلك لتحقيق ما يريدون. وقد يحدث ذلك بطريقة غير مقصودة من قبل المعالج. فعلى سبيل المثال، قد يشجع المعالج المرأة علي أن تكون ممرضة وأن يكون الرجل طبيب وذلك رغمًا أن كلا منهما لديه نفس القدرات. ولكن هناك مخاطرة وهي أن هدف العلاج والدخل الذي يعود عليه سوف يتم تقيمه بطريقة مختلفة طبقًا لمعتقدات المعالج وقيمه.

#### التذكير
إن العلاجات التقليدية تقوم علي افتراض أن الرجال هم المعيار النموذجي. فإن صفات الرجل تعتبر الصفات اللازمة وإن صفات الرجل من وجهة معيارية نمطية لهي أكثر قيمة. ويعتبر الرجال هم معيار المقارنة عند مقارنة اختلافات النوع مع الصفات النسائية التي تعتبر انحراف عن النموذج ونقص من جانب النساء.

#### الإفتراضات الضمنفسية (واقع ضمن النفس أو العقل أو الشخصية)
اهتمت النظريات التقليدية اهتمامًا ضئيلًا بما يتعلق بالتأثيرات الاجتماعية السياسية. وبدلا من ذلك قامت بالتركيز علي ما يتعلق بما يشعر به الفرد من داخله. وذلك يقود المعالجون إلي لوم الأفراد بسبب الأعراض التي أصابتهم. وحتي إذا كان الفرد أجاد ما قام به عندما واجهه موقفًا من المواقف الصعبة العنيفة  وسوف تنشأ قضية أخرى إذا نسب المعالجون هذه الردود الطبيعية للبيئات العنيفة.

### مبادئ التمكين والسلطة

#### ماهو شخصي هو سياسي
ينشأ هذا المبدأ من فكرة أن البيئة هي التي تسببت في حدوث الأعراض النفسية. إن هدف المعالج هو فصل ما هو خارجي عن ما هو داخلي وبذلك سوف يكون الفرد واعيا لحركة التفاعل الاجتماعي والظلم الذي عان منه والذي أدي إلي أن وصلت مشكلاتهم إلي الأسباب الملائمة التي تسببت إلي حدوثها. لم يظهر المعالجون معرفة الفرد وتصرفاته علي إنها سيئة التكيف. ففي الحقيقة، إن أعراض اليأس والأحباطيعتبرون غالبًا الاستجابة الطبيعية والمنطقية للظلم والتمييز.اهتمت النظريات التقليدية اهتمامًا ضئيلًا بما يتعلق بالتأثيرات الاجتماعية السياسية. وبدلا من ذلك قامت بالتركيز علي ما يشعر به الفرد من داخله. وذلك يقود المعالجون إلي لوم الأفراد بسبب الأعراض التي أصابتهم. وحتي إذا كان الفرد أجاد ما قام به عندما واجهه موقفًا من المواقف الصعبة العنيفة. وسوف تنشأ قضية أخرى إذا نسب المعالجون هذه الردود الطبيعية للبيئات العنيفة.

#### علاقات المساواة
يعتبر المعالجون النسويون المساواة في السلطة هو العنصر الأكثر مساهمة من أجل كفاح المرأة. ولذلك يتم توجيه النقد للمعالج التقليدي لكونه مصدرًا للتشريع. فإن المعالجين النسويين يعتقدون أن العلاقات الشخصية يجب أن تقوم علي أساس المساواة وأن تظهر الفرد في صورة «خبير» في تجاربه الخاصة. وشدد المعالجون علي أهمية التعاون واستخدم أساليب مثل الإفصاح الذاتي لتقليل التفاوت في السلطة.

#### تقدير المنظور النسائي
إن الهدف من نظرية النسوية (حركة نسائية داعية إلي المساواة بين الجنسين) هو إعادة تقييم الصفات والقيم النسوية. فإنه غالبًا يتم توجيه النقد ضد النساء وذلك بسبب تحطيم المعيار والنموذج الجنسي وفي الوقت نفسه يتم الانتقاص من قيمته لتصرفهم بصورة كلها نسوية. ومن أجل كسر قيود هذا الشك قام المعالجون بتشجيع النساء لتقيم الدور النسائي ومعرفة أنفسهن ودورهن. ومع قيامهن بذلك، تمكن الفرد من تقييم صفاته الخاصة وتعديل الصفات الغير محببة التي كان يتمتلكوها سابقا.

### الأساليب

#### تحليل الدور الجنساني
هناك مكون واحد من مكونات العلاج النفسي وهو أنه يتضمن نقد للأساليب الثقافية التي تنتج وتحافظ علي التكوينات المتحيز لها اجتماعيًا. فمنذ ميلادهن يتم تعليم النساء التصرفات والأفعال التي تعد مناسبة وصحيحة وأيَضا تلك التي تخضع للروادع وذلك حينما يظهرون نوعًا غير الطاعة. فإن تلك الأنماط التي يحددها الجنس يتم تعلمها بوضوح أو ضمنية بواسطة الأسرة ووسائل الإعلام والمدرسة والعمل. وإنها تؤدي إلي إنشاء أنظمة متأصلة الاعتقاد ومرتبطة بالجنس والنوع وقيود مفروضة علي المرء من قبل نفسه. وقبل أن تحرر النساء من تلك القيود فإنهن عليهن أن كسب القدرة علي فهم تلك القوالب المجتمعية التي تصوغ وتشجع تلك الأنماط الثابتة المتعلقة بالجنس وكيفية إمكانية هذه القوالب في التأثير علي الصحة العقلية لهن. أولًا، يجب أن يعمل النساء علي التعرف علي هذه الرسائل التي تلقوها والتي تتعلق بالجنس بالأضافة إلي ما سينتج عنها. وبالتالي سوف تتمكن النساء من اكتشاف الطريق الذي أدي بتلك الرسائل لكي تصبح جزءًا من ذاتهم وأن يحددن القواعد التي يحبن أن يتبعوها وما هي التصرفات التي يفضلن تغيرها.

#### تحليل القوة والسلطة
إن نظم القوة والسلطة لهي مجموعة منظمة لديها أوضاع وقوانين مشرعة والتي وضعت بواسطة العادات أو القانون. وفي الوقت نفسه لديها القوة علي وضع المعايير الخاصة بالمجتمع. ففي المجتمعات الغريبة يكون هناك توقع بأن النساء سوف يخضعوا لأساليب القوة هذه والتي تظهرهم علي أنهم خاضعات وأقل شأنا من الرجال وتابعات لهم. فإن أنواع القوة هذه تتضمن اساليب القوة القانونية والجسمانية والمالية والتأسيسية وذلك من أجل السعي إلي التغيير. وإن الرجال غالًبًا يتحكمون في وسائل القوة المباشرة من خلال الموارد المعنوية ولكن النساء يتم تركهم لإستخدام الوسائل الغير مباشرة والبيشخصية (تضمن العلاقات بين الأشخاص). إن دور الجنس والجنسانية التأسيسية لها الدور في تحديد مصادر القوة التي تمتلكها النساء. فإن تحليل القوة هو طريقة يتم استخدامها لفحص مدي التفاوت في السلطة بين الرجال والنساء ومساعدة النساء وتمكينهن علي تحدي حالة عدم المساواة التي يعانوا منها من الناحية البيشخصية والتأسيسية.

#### التدرب علي كسب الثقة بالنفس
إن الثقة بالنفس لهي صفة ذكورية عادة. وبالتالي فإن النساء يكافحن لكي يتعلموا كيفية المطالبة بحقوهن. فإن المعالجين النسويين يعملون علي مساعدة النساء لتمييز التصرفات التي تدل علي الثقة بالنفس من التصرفات السلبية والعدوانية، وأن تتمكن النساء من التغلب علي ذلك الاعتقاد الذي يدعو أن النساء لا يستطيعن أن يكونن ذوات ثقة بأنفسهن وأن يساعدوا النساء أيضًا علي التدرب علي مهارات اكتساب الثقة بالنفس وذلك من خلال تجارب الأداء.

### تطبيقات خاصة بنظريات أخرى

#### العلاج الإدراكي السلوكي
إن من أهم الانتقادات الكبري المتعلقة بالنسوية للعلاج الإدراكي السلوكي هو فشل النظرية في التركيز علي كيفية تعلم تلك التصرفات من المجتمع. وغالبًا ما يكون التركيز علي تشجيع النساء علي تغير الاستجابات وردود الأفعال  والخضوع إلي المعايير النموذجية. وذلك يتم بوضع المسئولية والعبء علي عاتق النساء لكي يغيرن أفكارهن وتصرفاتهن وذلك بدلًا من تغيير العوامل البيئية التي تسبب في إحداث الكثير من المشكلات. وإن النظرية فشلت في درس وتحليل تلك النماذج والمعايير الاجتماعية التي تغاضت عن الظلم التي تتعرض له النساء. وبدلا من ذ لك فلقد قام المعالجون النسويون باستخدام أساليب العلاج الإدراكي السلوكي لمساعدة النساء علي تغيير اعتقاداتهن وتصرفاتهن وخاصة استخدام اساليب وطرق مثل تحليل دور الجنس والتدربعلي كسب الثقة بالنفس.

#### العلاج التحليلي النفسي
يعتبر المعالجون النسويون العديد من المفاهيم التحليلية النفسية علي أنها جنسية ومرتبطة بالثقافة. وقام المحللون النفسيون المهتمون بتحقيق نظرية النسوية بتبني العديد الأفكار المتعلقة بالعلاج النفسي التقليدي متضمنا التركيز علي تجارب الطفولة المبكرة وفكرة التحول. وعلي وجه الخصوص، قدم المعالجون الكثير من الخدمات التي كان لها دور أساسي وساعدوا الأفراد علي الأتصال بالأفراد من ناحية العاطفة والمشاعر. بالإضافة إلي ما يحقق لهم نوعًا من الاحتفاظ بالذات الفردية.

#### علاج الأنظمة الأسرية
إن النقد الرئيسي الذي وجه إلي علاج الأنظمة الأسرية ما يتضمن النقطة الخاصة بالموافقة علي عدم تحقيق التوازن في القوة والأدوار الجنسية النوعية التقليدية. تختلف ردود أفعال المعالجين للأنظمة الأسرية تجاه ما يتعلق بالرجال والنساء. فعلى سبيل المثال، فإنهم يولون اهتماما كبيرا بما يتعلق بمهنة الرجل وإنهم يضعون مسئولية الاهتمام بالأطفال ورعايتهم وما يقام في المنزل من واجبات علي عاتق الأم. ويكافح المعالجون النسويون من أجل جعل النقاش في القضايا التي تعلق بالدور الجنساني واضحة جلية في العلاج بالإضافة إلي التركيز علي احتياجات النساء وما يتعلق بمصادر القوة والتمكين في علاقتهن. ويساعد المعالجون الرجال والنساء الذين تجمعهم علاقة علي كشف علي الدور الجنساني في الاعتقادات وآليات القوة والذي يؤدي حدوث نوع من الصراع والنزاع. يكون التركيز حول تشجيع العلاقات التي تتحقق بها أكبر قدر من المساواة والتأكيد علي الخبرات التي مرت بها النساء.

### القضايا الجوهرية التي يتضمنها العلاج

#### الاغتصاب\العنف المنزلي
إن هدف المنادين بتحقيق المساواة بين الجنسين في التعامل مع قضية الاغتصاب والإساءة والاعتداء التي تتعرض له المرأة في المنزل هو التركيز علي مصادر القوة والتمكين. يساعد المعالجون الأفراد علي تحليل الرسائل التي تأتي إليهم عبر المجتمع حول الاغتصاب والإساءة والاعتداء الذين يتعرضن له في المنزل حيث إن تلك الرسائل تأخذ موقف لوم الضحية والتي تعمل أيضًا علي إاشعار الفرد بالخجل من النفس ولومها. إن النساء لا يعلمن غالبًا التعريفات والمفاهيم الحقيقية للاعتداء والاغتصاب وإنهن لا يعترفن بكونهن ضحيات.
تواجه الناجيات غالبًا ردود أفعال سلبية من الآخرين والتي تؤدي إلي بث الشعور لدي النساء بأنهن يحتالن ويتمكرن وذلك عندما يطلب النساء المساعدة. ولذلك يستطيع المعالجون مساعدة النساء لاجتياز الخدمات الطبية والقانونية وذلك إذا رغبت النساء في تحقيق ذلك الأمر. وعلي رغم من أن الحماية وتأمين النساء هو الهدف الرئيسي إلا أن المعالجين يحاولون تسليح النساء بكل ما يمكن من وسائل القوة وذلك للحصول علي أرائهم وأن يتخذن قرارتهن الخاصة بهن (على سبيل المثال ترك علاقة بينها وبين رجل أو الإستمرار فيها والشعور بالمعاناة بعد ذلك)  وأن يتم التأكيد الشديد علي أن أيه أعراض هي في حقيقة الأمر ردود أفعال طبيعية لذلك التأثير الجارح الآذى من الصدمة وأن النساء لا يتم معاملتهن بطريقة إنسانية. لا يتم النظر إلي كلا من الاغتصاب والعنف المنزلي علي أنهم أشياء يمكن الاستشفاء منها وبدلا من ذلك يتم النظر إليهم علي أنهم تجارب يجب أن تدمج مع مثيلاتها من التجارب إلي قاموس حياتك حيث إنك بذلك تعمل علي إعادة بناء تقديرك لذاتك وثقتك بنفسك.

#### المشورة المهنية
إن الاختيارات المهنية المتعلقة بمسيرة النساء في حياتهن لهي أمر رئيسي في المشورة النسوية. فإن الأجر الذي تحصل عليه النساء يكون عادة أقل من الرجال وإنه هناك حالة من المغالاة في تقديمهن في المهن ذات الأوضاع المتدنية. وهناك عوامل كثيرة تؤثر في ذلك المسار المهني منها الأنماط الثابتة المتعلقة بالدور الجنساني حول كيفية تحديد الوظائف الملائمة لكلا من الرجال والنساء. وغالبا ما تتوجه النساء نحو تولي الوظائف والمهن المتعلقة بالتربية (العمل كمربية) ولكن الوظائف التي تتعلق بأمور القيادة وفنونها فإنها تقدم إلي الرجال علي طبق من ذهب. إن الجنسانية التأسيسية في الأنظمة التعليمية غالبًا ما تشجع الفتيات علي دراسة المواد الدراسية النسوية التقليدية وفي الوقت نفسه لا يتم حثهم علي دراسة المواد الدراسية مثل الحساب والعلوم. تعكس تلك الممارسات العنصرية الوضع الذي يفيد بأن الرجال يجب أن يكونوا هم الذين يسعون للحصول علي الرزق أي المال وأن النساء سوف يتعرضون لمخاطرة كبيرة وهي أن عملهم سوف يتوقف ويتعطل وذلك عندما يرزقن بالأطفال. غالبًا ما تؤدي الرسائل المجتمعية إلي رسائل سلبية ذات دور في هدم النساء من الداخل مثل أن التقة بأنفسهن وتقديرها تكون أقل ووتكون من نصيبهن أيضًا المعاناة من مستويات قليلة من الثقة بالنفس والترحيب للتفاوض. وهناك أيضًا تلك«الظاهرة الخداعة الأفاكة» والتي تتعلق بكون أن النساء يعتقدن أنهن لا يستحقن الوصول إلي النجاح وأنهن في معظم الأحيان غير محظوظات. وعندما تسعي النساء إلي الحصول علي وسائل التوظيف الغير تقليدية فإنهن بذلك يضعن أنفسهن في دائرة الشك. حيث إنهن بذلك سوف يكونن ندًا للآخرين من غير جنسهن في العمل وفي الوقت نفسه سوف يكونن نسويات (أي يحملن ما يقر بأنهن نساء) خاصة أن النساء اللاتي يعملن في الوظائف ذات العدد الأكبر من الرجال يحاولن لأن يكونن خير خصم وأن يكونن ناجحات وذلك لإثبات أن النساء يصعب منافستهن.

## المعالجون النسويون
يعمل المعالجون النسويون مع النساء ولذلك فيما يتعلق بالبحث في الأمور المتعلقة بالمشورة وكذلك أيضًا مع الرجال وذلك من أجل معالجة وتخفيف نوعية من المشكلات المتعلقة بالصحة العقلية. لدي المعالجون النسويون اهتمامًا بدراسة الجنس وكيفية أن الهويات الاجتماعية المختلفة تسطيع أن تؤثر علي ما يقوم به الفرد من مهام. إن الأطباء النفسيين أو المعالجين والذين تعاملوا مع النظرية المتعلقة بالنسوية وهي الاعتقاد بأن كلا من الرجال والنساء متساوون. المعالجون النفسيون النسويون يعرفون أنفسهم علي أنهم معالجين نسويين. حاليا ليس هناك العديد من برامج التدريب ما بعد الدكتوراة في علم النفس النسوي. وإن نماذج هذا التدريب تم تطوريها وتعديلها للمؤسسات لكي يعملوا علي عرضها. إن أغلب نماذج هذا التدريب كانت النواة التي شكلت أساليب وطرق المشورة التي تحقق المساواة بين الجنسين.